# Jorge Elgueta
Jorge Elgueta  (San Juan, Argentina, 21 de noviembre de 1969) es un exjugador profesional y actual entrenador de voleibol argentino. Su puesto era punta-receptor. En la mayoría de los equipos donde jugó, utilizó la camiseta N.º 2.

## Trayectoria como jugador
Comenzó su carrera a los 16 años en el club Unión Vecinal de Trinidad. Vistió luego la camiseta de Obras San Juan desde 1987 hasta 1991, año en que viajó hacia Alemania para hacer su primera experiencia como jugador extranjero.
Retornó a su país en 1993 para ser parte del proyecto de Azul Vóley, pero dos años después optó por dejar nuevamente a la Argentina para sumar experiencias en ligas profesionales de Brasil, España -donde fue bicampeón de la Superliga con el Unicaja Almería- e Italia. 
Hizo un primer regreso a Obras San Juan en octubre de 2000, jugando luego en equipos griegos y españoles. En agosto de 2004 anunció su segundo retorno a Obras San Juan, esta vez no sólo para jugar sino también para dirigir un proyecto de desarrollo deportivo diseñado junto a Marcelo Tinelli. Sin embargo, al no poder cumplirse las expectativas deportivas ni institucionales, Elgueta partió nuevamente hacia el exterior. Tras un paso por la LVS de Puerto Rico como refuerzo de los Gigantes de Carolina en 2005, jugó las siguientes dos temporadas en Grecia.
Hizo su último regreso como jugador a Obras San Juan en octubre de 2007.
En 2008 se incorporó a La Unión de Formosa para jugar la temporada 2008-09 de la LAV junto a Marcos Milinkovic, terminando la fase regular en el 2.º puesto y cayendo en la final por el título ante Drean Bolívar. 

### Selección nacional
Debutó en la selección de Argentina en el Campeonato Sudamericano de Voleibol Masculino de 1993, donde su equipo cayó en la final ante Brasil. Al año siguiente disputó el Campeonato Mundial de Voleibol en Grecia.
En 1995 fue parte del combinado nacional que obtuvo la medalla de oro en el torneo masculino de voleibol de los Juegos Panamericanos, disputados en la ciudad argentina de Mar del Plata. Ese año también jugó la Copa Mundial de Voleibol y volvió a consagrarse subcampeón del Campeonato Sudamericano de Voleibol.
Elgueta participó de los Juegos Olímpicos de Atlanta 1996, del Campeonato Mundial de Voleibol de Japón 1998 y de los Juegos Panamericanos de 1999. Asimismo jugó en cuatro ediciones de la Liga Mundial de Voleibol entre 1996 y 1999.
Por desavenencias con Mario Goijman -a la sazón presidente de la Federación Argentina de Voleibol-, renunció a la selección nacional a fines de 1999, pero retornó en 2002 para reforzar al equipo en la Liga Mundial de Voleibol de 2002 y en el Campeonato Mundial de Voleibol Masculino de 2002, torneo que se desarrolló en la Argentina.
En 2004 contribuyó en la clasificación de los argentinos a los Juegos Olímpicos de Atenas 2004, por lo que pudo actuar por segunda vez en el certamen olímpico. Sin embargo, luego de la competición, Elgueta volvió a renunciar al equipo nacional tras cuestionar la labor del entrenador Fabián Armoa.
Aunque ya había decidido no volver a representar a la Argentina a nivel internacional, en enero de 2008 volvió a vestir la camiseta celeste y blanca en el Torneo Preolímpico disputado en Formosa.

## Trayectoria como entrenador
En el año 2010 anunció su retiro como jugador, a la vez que oficializó el comienzo de su carrera como entrenador en el club Sarmiento de Chaco.
En 2012 regresó nuevamente a Obras San Juan, pero esta vez con el rol de entrenador. En su primera temporada el equipo a su cargo terminó como subcampeón de la Serie A2 y consiguió el ascenso a la máxima categoría del voleibol profesional argentino.
Su carrera como entrenador lo llevó nuevamente a Grecia, esta vez al AEK Atenas, club del que se desvinculó a fines de 2014.
En 2018 fue contratado por el club Unión Vecinal de Trinidad.
Tras un paso en 2021 por el Al Jazira SC de los Emiratos Árabes Unidos, en febrero de 2022 volvió a UVT para hacerse cargo de la dirección técnica, con la idea de conducir al equipo en el tramo final de la Liga de Voleibol Argentina 2021-22.
En 2024 se consagró campeón de la Copa Árabe dirigiendo al seleccionado masculino de Baréin.

## Vida privada
Es padre de dos hijos -Gerónimo y Lisandro-, quienes también juegan al voleibol de modo profesional.